# 大眼旗鱂
大眼旗鱂，為輻鰭魚綱鯉齒目鰕鱂亞目鰕鱂科的其中一種，為熱帶淡水魚，被IUCN列為易危保育類動物，分布於非洲加彭東南部Lekoni-Djouya上游與M'passa流域，體長可達5公分，棲息在高地草原溪流的底中層水域，生活習性不明，可作為觀賞魚。

## 擴展閱讀
維基物種上的相關：大眼旗鱂